# Lierantilope
De lierantilope, topi of het basterdhartenbeest (Damaliscus lunatus) is een algemene soort antilope, behorende tot de koeantilopen. Hij komt voor in grote delen van Afrika ten zuiden van de Sahara.

## Beschrijving
De lierantilope is een grote, stevige antilope met hoge schouders en een vrij korte nek. De rug loopt vanaf de schoft schuin af. Hij heeft een lange kop. De lierantilope heeft een korte, gelige tot paarsachtig rode mahonie- of kastanjebruine vacht. De poten en achterzijde is okerkleurig. De bovenbenen, van de schouders tot de ellebogen en de heupen tot de knieën, zijn blauwig zwart, evenals een vlek van het voorhoofd tot de punt van de snuit en de achterzijde van de oren. De geribbelde, liervormige hoorns zijn 30 tot 60 centimeter lang. De staart is middellang en eindigt in een lange, zwarte pluim.
De lierantilope heeft een kop-romplengte van 120 tot 230 centimeter, een gemiddelde schofthoogte van 124 centimeter en een staart van 10 tot 60 centimeter lang. Het lichaamsgewicht bedraagt bij bokken 120 tot 170 kilogram, bij geiten 75 tot 150 kilogram.

## Verspreiding en leefgebied
De lierantilope komt voor op grote, vochtige grasvlakten als vochtige savannen en periodiek overstroomde graslanden van Senegal tot West-Soedan en Ethiopië, en van Oost-Afrika zuidwaarts tot zuidelijk Afrika. Ze komen zowel in open grasvlakten als struiksavannen voor. Populaties in permanent overstroomde gebieden zijn standvast. In gebieden waar de graslanden slechts periodiek overstroomd zijn, trekken de dieren weg in het droge seizoen. In het seizoen dat de wateren op zijn hoogst zijn trekken de dieren zich terug naar hogere gronden. Ze hebben een voorkeur voor gebieden met kort of middelhoog gras. In gebieden met hoger gras leven de dieren in grote kudden.

## Voedsel
De lierantilope leeft van langere en kortere grassen en kruiden. De dieren hebben voornamelijk vers gras nodig. Door in kudden te leven, wordt het gras vertrappeld, wat de aangroei van vers gras stimuleert. Ze kunnen een maand zonder water. De lierantilope is zowel overdag als 's nachts actief.

## Sociaal gedrag

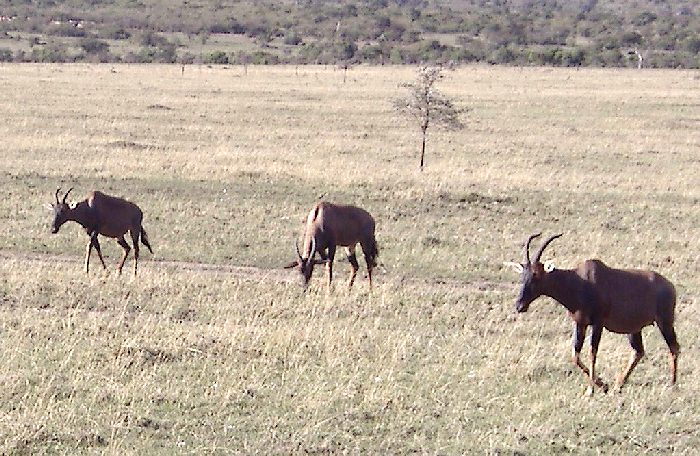
Topi (Damaliscus lunatus jimela)

Tijdens de jaarlijkse trek verzamelen zich soms wel tienduizenden dieren in grote kudden, die meer dan duizend kilometer per jaar kunnen afleggen. Soms zijn deze kudden gemengd met andere hoefdieren als hartenbeest, blauwe gnoe en steppezebra.
In de trekkende populaties planten de dieren zich voort door middel van een "arena"-systeem. Bronstige vrouwtjes verzamelen zich in groepen, die weer grote aantallen mannetjes aantrekken. De mannetjes staan dicht op elkaar en vormen zeer kleine territoria, arena's, die soms niet meer dan 0,05 hectare groot zijn. Aan de rand van de arena's vechten de mannetjes om het recht om te paren. Mannetjes die dichter in de buurt van de vrouwtjes staan, krijgen de meeste kansen om te paren. Hoe dichter bij de vrouwtjes, hoe kleiner de arena's en hoe groter de intensiteit van de gevechten.
Als een vrouwtje het territorium van een mannetje lijkt te gaan verlaten, kan het mannetje het vrouwtje op andere gedachten brengen door een vals alarm te produceren: een snuivend geluid dat voor een roofdier waarschuwt. De kans is groot dat het vrouwtje daardoor in het gebied blijft. Het mannetje heeft zo meer kans om met het vrouwtje te paren.
In niet-trekkende populaties leven de dieren in harems bestaande uit ongeveer twaalf dieren: een dominant mannetje, enkele vrouwtjes en hun kalveren. De mannetjes houden een territorium bij. Één dier houdt de wacht, staande op bijvoorbeeld een termietenheuvel of een ander stuk opgehoogde grond, terwijl de andere dieren grazen. Deze kudden mengen zich soms met de kob en rietbokken.

## Voortplanting
Na een draagtijd van ongeveer acht maanden wordt een zandkleurig kalf geboren, dat zich enkele dagen in het gras verscholen houdt. Na enkele dagen volgt het kalf zijn moeder naar de kudde. Jongen verzamelen zich vaak in groepjes. Vrouwtjes lopen om deze groep heen als een soort beschermingsring.
Vrouwtjes zijn na 12 tot 28 maanden geslachtsrijp, mannetjes soms zelfs pas na 42 maanden. Als het mannetje een jaar oud is, wordt hij verdreven uit het territorium door het dominante mannetje. Na drie of vier jaar zal het mannetje zelf proberen een territorium en een harem te bemachtigen. Als de dieren ongeveer vijftien jaar oud zijn, zullen ze hun tanden verliezen, waarna de dieren sterven.

## Ondersoorten
- Sassaby of tsessebe (Damaliscus lunatus lunatus) - Noorden van Zuidelijk Afrika
- Tiang (Damaliscus lunatus tiang) - Nigeria tot Ethiopië en Kenia
- Topi (Damaliscus lunatus jimela) - Oost-Afrika
- Korrigum (Damaliscus lunatus korrigum) - West-Afrika
- Kusttopi (Damaliscus lunatus topi) - Oost-Afrikaanse kust
- Damaliscus lunatus superstes - Noordoost-Zambia

Soms worden er nog drie ondersoorten erkend, maar veel auteurs rekenen deze tot de topi (D. l. jimela). Onder deze indeling komt ondersoort jimela alleen voor in Serengeti en Masai Mara.
- Damaliscus lunatus eurus - zuidwesten van Tanzania
- Damaliscus lunatus ugandae - Oeganda, Rwanda, Congo-Kinshasa
- Damaliscus lunatus selousi - uitgestorven, kwam alleen voor op het Guasin-Gishu plateau in Kenia